# Eremaeozetes verai
Eremaeozetes verai är en kvalsterart som beskrevs av Pérez-Íñigo och Sarasola 1995. Eremaeozetes verai ingår i släktet Eremaeozetes och familjen Eremaeozetidae. Inga underarter finns listade i Catalogue of Life.